# Aspilota brachybasis
Aspilota brachybasis är en stekelart som beskrevs av Fischer 1969. Aspilota brachybasis ingår i släktet Aspilota och familjen bracksteklar. Inga underarter finns listade.